# Los Angeles Ice Dogs
Die Los Angeles Ice Dogs waren ein US-amerikanisches Eishockeyfranchise der International Hockey League aus Los Angeles, Kalifornien. Die Spielstätte der Ice Dogs war die Los Angeles Memorial Sports Arena. 

## Geschichte
Das Franchise der San Diego Gulls aus der International Hockey League wurden 1995 nach dem Ende ihrer Kooperation mit den Mighty Ducks of Anaheim aus der National Hockey League nach Los Angeles, Kalifornien, umgesiedelt und in Los Angeles Ice Dogs umbenannt. In ihrer ersten und einzigen Spielzeit erreichten die LA Ice Dogs in der Saison 1995/96 unter dem ehemaligen NHL-Spieler John Van Boxmeer den fünften und somit letzten Platz in der South Division, wodurch sie die Playoffs um den Turner Cup verpassten. Nach nur einem Jahr entschlossen sich die Besitzer des Franchise dazu, dieses nach Longs Beach, Kalifornien, umzusiedeln, wo es anschließend unter dem Namen Long Beach Ice Dogs am Spielbetrieb der IHL teilnahm.

## Saisonstatistik
Abkürzungen: GP = Spiele, W = Siege, L = Niederlagen, T = Unentschieden, OTL = Niederlagen nach Overtime SOL = Niederlagen nach Shootout, Pts = Punkte, GF = Erzielte Tore, GA = Gegentore, PIM = Strafminuten
| Saison  | GP | W  | L  | T | OTL | SOL | Pts | GF  | GA  | Platz     | Playoffs           |
| 1995–96 | 82 | 32 | 36 | — | 14  | —   | 78  | 305 | 336 | 5., South | nicht qualifiziert |

## Team-Rekorde

### Karriererekorde
Spiele: 82  John Byce
Tore: 39  John Byce
Assists: 65  Dan Lambert
Punkte: 87  Dan Lambert
Strafminuten: 376  Todd Gillingham

## Bekannte Spieler
- Mark Hardy
- Dan Lambert
- Steve Junker